# 新月通信社
新月通信社（しんげつつうしんしゃ、英語：Shingetsu News Agency）とは、日本の通信社。
日本の国内情勢や日本国内の中東やインドネシア等のイスラム諸国の人々についてのニュースを英語で発信している。正当に評価されない側も取材して大手メディアの隙間を埋めること、世界のメディアでは存在感の少ない日本の情報、特に映像を世界に発信し、日本がよりよく理解されることを目標としている。

## 歴史
元々は北九州大学の外国人講師であったマイケル・ペンが2004年8月に北九州市小倉北区で設立した「新月研究所」が起源である。この研究所はイスラム諸国関係の学者の集まりであり、イスラム諸国や民族と日本の政治的、経済的、文化的な関係を研究するもので、専門家がニュースを分析する「新月ニュースレター」を作ったり、新聞等に記事を発表する等の活動を行っていた。その後2010年12月に東京都港区に進出し、「新月研究所」から「新月通信社」となって現在に至る。
細野豪志原発担当大臣が2011年11月11日から11月12日にJヴィレッジと福島第一原子力発電所を視察した際には、同行取材できなかったフリーランスの記者達に取材映像を無償で配布した。
代表のマイケル・ペンは1970年ロサンジェルス生まれ。カリフォルニア大学サンタバーバラ校卒業後、テキサス大学の中東センターで学び、1997年に日本語学習のため来日。2000年に北九州大学で講師の職を得、2004年に友人らとボランティアで中東研究所を結成。講師を辞め、2010年に東京でテレビと紙媒体の中東関係リポーターとなり、新月通信社を設立。2015年6月まで外国特派員協会の第一副会長を務めていた。